# Аарон (книжник)
Ааро́н (ум. 17 июня 1720 (?) года) — московский монах, известный как хранитель библиотеки Печатного двора и составитель описи его книг.
Происхождение и мирское имя Аарона неизвестны. Предшествующая биография не изучена. К основным источникам о последующей жизни и деятельности Аарона относятся упоминания в документах московского Печатного двора и Прошение самого Аарона, поданное им в феврале 1718 года.
Монах Аарон служил на Печатном дворе по крайней мере с начала 1680-х гг. В 1683 году последовало назначение его чтецом книжной справы. 19 сентября 1691 года состоялось повышение Аарона из книжных чтецов в справщики. Хранителем библиотеки Печатного двора его назначили в 1698 году. Датой смерти его принято считать 1720 год на основании предположения, что о нём говорится в записи на печатном Московском календаре 1720 года, который хранится в Типографской библиотеке: «17 июня: отец Аарон справщик преставися по полудни во 2-м часе; 18 июня: отец Аарон погребён».
Большая часть деятельности Аарона на Печатном дворе была связана с Карионом Истоминым, которого Аарон сменил в должности чтеца и с которым сотрудничал в бытность справщиком. Кроме того, с 1698 по 1701 год именно К. Истомин был начальником Печатного двора. В числе других поэтов и учёных, работавших с Аароном в одно время над исправлением книг на Печатном дворе, были, например, Мардарий Хоныков, Феодор Поликарпов. Последний с 1701 года занимал должность начальника Печатного двора.
Карьера Аарона строилась в период церковного правления двух патриархов — Иоакима (1674—1690 годы) и Адриана (1690—1700 годы) — и местоблюстителя патриаршего престола Стефана Яворского (1701—1721 годы), в ведении которых находилось исправление книг.
Восстановить, какие издания редактировал Аарон, учёные считают трудной задачей. В то же время удалось определённо выяснить, что он находился в числе справщиков, которые работали над подготовкой в конце 1680-х — начале 1690-х годов напечатания 12-томных Миней служебных. Эта подготовка понадобилась после того, как церковные власти не признали работу комиссии 1683—1687 годов в Чудовом монастыре и правку Евфимия Чудовского, а самого Евфимия отстранили от должности справщика. Выпущенные в 1690 году первые три книги Миней подверглись запрещению. 19 июля 1690 года от имени патриарха и государей был издан новый указ. Отныне справщики не могли вносить без ведома патриарха и государей в книги какие-либо поправки, иначе их ждало жестокое наказание. Указ прочитали в правильной палате книжным справщикам строителю монаху Моисею, иеромонахам Кариону и Тимофею, книгохранителю и чтецу иеродиакону Феофану, чтецу монаху Аарону, писцам Ивану Иванову, Фёдору Поликарпову. Данная комиссия получила право подготовки Миней служебных, которые были напечатаны в 1692 году (за сентябрь — декабрь) и в 1693 году (за январь — август).
Аарона, знавшего греческий, латинский и прочие языки, исследователи относят к числу образованных книжников XVII века. Так, судя по сохранившейся записи в бумагах Кариона Истомина, в 1698 году он вместе с самим Карионом, иеромонахом Тимофеем, иеродиаконом Феофаном и Фёдором Поликарповым выверял по греческим оригиналам книги, готовящиеся к печати. В этом же году Аарон по приказу патриарха Адриана составил новый каталог библиотеки Печатного двора: так, через него прошли книги «греческие и латинские и иных языков, также и словенские писмяные и печатные», как о том пишет сам Аарон в своём Прошении 1718 года. Этот каталог не сохранился, однако в XIX веке существовала запись о нём, сделанная рукой самого Аарона листках, которые были приклеены к Описи библиотеки Печатного двора 1679 года. В начале книги была приклеена бумажка с надписью скорописью конца XVII века «В Феофановых книгах написано книг харатейных старых в переплёте лист 14 на об. 13 книг». На обороте бумажки надпись тем же, но более мелким почерком и более рыжеватыми чернилами: «да Псковских и Новгороцких лист 15 и 16 – 152 книги, всего 165 книг, а по моей Аронове Описи 178 книг». Сведения из данного каталога частично перерабатывались и были использованы при составлении новых подобных каталогов.
В 1718 году Аарон ещё не покинул своей должности книгохранителя. Из его Прошения этого же года можно узнать, что библиотека была весьма обширной: «И тое библиотеку описывал я один многое время с великою трудностию, потому что ныне в Книгохранительной полате всяких книг перед прежними многое число». Кроме того, библиотека продолжала пополняться при Аароне. Так, ещё в 1710 году после смерти Димитрия (Туптало), митрополита Ростовского, библиотека святителя была принята в Книгохранительную палату именно Аароном; книги были доставлены в большом сундуке и трёх «коробьях». 7 ноября 1710 года граф Иван Алексеевич Мусин-Пушкин передал ему как книгохранителю Типографской библиотеки Цветник, 4°, в 130 главах, написанный в 1665 году и хранившийся затем в Московской Синодальной библиотеке под № 908.
Обязанности Аарона как книгохранителя в целом были тесно связаны с книгопечатанием и со школьным делом, о чём свидетельствует следующая цитата из его Прошения: 

С того 206 (1698) г. имею я от той книгохранительной службы великую суету и попечение для того, что всякие книжные переводы сыскиваю и отдаю наборщикам к тиснению книжному; а как из дела выдут, и те книжные переводы и нововыходные книги я же собираю в Книгохранительную полату. Да и справщики спрашивают в правильную полату безпристанно для всякого книжного правления и для свидетельства в книжном правлении всякие книги иноязычные и славенские. Да с Печатного же двора из библиотеки велено школьным учителям давать всякие книги для школьных их потреб и от того мне великая суета и попечение.

## Комментарии
1. ↑  С. Белокуров ссылается на тот же документ, что и другие исследователи (книга записная указов № 67, л. 59), но приводит при этом иную дату — 1 марта 1680 года. См.: Белокуров, Каган М. Д. Аарон // Словарь книжников и книжности Древней Руси / Отв. ред. Д. С. Лихачёв. — СПб. : Дмитрий Буланин, 1992. — Вып. 3 (XVII в.). Часть 1. А—З. — С. 14. — 831 с. — 5000 экз. — ISBN 5-86007-001-2.
2. ↑  Подробнее история указа и связанных с ним событий изложена в Приложении В в следующем труде: Мансветов И. Как у нас правились церковные книги. — М., 1883. — С. 57—60.
3. ↑  М. Д. Каган передал надпись как: «В Феофановых книгах написано книг харатейных старых в переплёте лист 14 на б. (бумаге?) 13 книг, да Псковских и Новгородских лист 15 и 16 — 152 книги, всего 165 книг, а по моей Аронове Описи 178 книг». См.: Каган М. Д. Аарон // Словарь книжников и книжности Древней Руси / Отв. ред. Д. С. Лихачёв. — СПб. : Дмитрий Буланин, 1992. — Вып. 3 (XVII в.). Часть 1. А—З. — С. 15. — 831 с. — 5000 экз. — ISBN 5-86007-001-2.
4. ↑  По свидетельству В. М. Ундольского, подлинник Описи 1679 года находился в Московской Синодальной типографии, хранился между четвертными бумажными рукописями и был помечен № 10. В 1843 году Ундольский снимал с него копию. В 1860 году доступ к Описи имел П. Бессонов, но С. Белокуров во время поисков Описи уже не обнаружил. См.: Каган М. Д. Аарон // Словарь книжников и книжности Древней Руси / Отв. ред. Д. С. Лихачёв. — СПб. : Дмитрий Буланин, 1992. — Вып. 3 (XVII в.). Часть 1. А—З. — С. 15. — 831 с. — 5000 экз. — ISBN 5-86007-001-2.; Белокуров С. О библиотеке Московских государей в XVI в. — М.: Тип. Г. Лисснера и А. Гешеля, 1898. — С. 164.

## Рекомендуемая литература
- Браиловский С. Н. Очерки из истории просвещения в Московской Руси в XVII в. Вып. 2 // Чтения в Обществе любителей духовного просвещения. — 1890. — Сентябрь. — С. 369.
- Слуховский М. И. Библиотечное дело в России до XVIII в.: Из истории книжного просвещения. — М., 1968. — С. 94—96.
- Луппов С. П. Книга в России в XVI веке. — Л., 1970. — С. 193—194.